# Sgiath Chùil
Der Sgiath Chùil ist ein 921 Meter hoher Berg in Schottland. Sein gälischer Name bedeutet Hinterer Rücken. Der Berg ist als Munro eingestuft und liegt in der Council Area Stirling, etwa elf Kilometer westlich von Killin zwischen den Tälern Glen Lochay und Glen Dochart an der Nordgrenze des Loch Lomond and the Trossachs National Park.

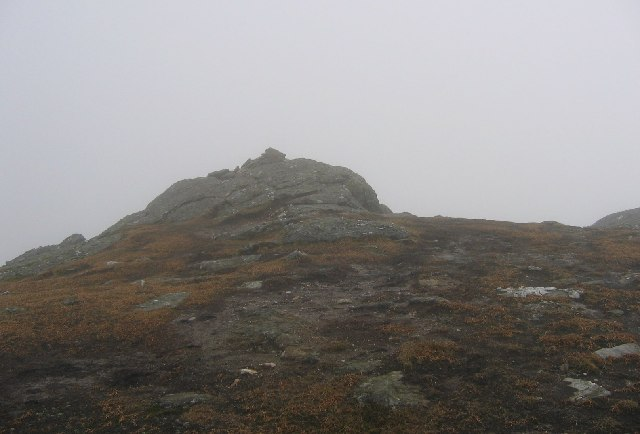
Der Gipfelbereich des Sgiath Chùil

In dem in Ost-West-Richtung liegenden Bergrücken zwischen den beiden Tälern stellt der Sgiath Chùil die dritthöchste Erhebung nach dem Meall Glas und dessen Vorgipfel Beinn Cheathaich dar. Wie beim Meall Glas wurde auch beim benachbarten Sgiath Chùil von Sir Hugh Munro zunächst ein Vorgipfel, der 917 Meter hohe Meall a' Churain, fälschlich als höchster Punkt und damit als Munro eingetragen. 1921 wurde der Fehler korrigiert.
Der Sgiath Chùil ist ein eher unspektakulärer Berg, dessen breiter Gipfelgrat vom Meall a' Churain als nördlichen Vorgipfel über den Hauptgipfel bis zum südlich vorgelagerten, 853 Meter hohen Sgiath Chrom in Nord-Süd-Richtung verläuft. Mit Ausnahme des unmittelbaren Gipfelbereichs, der einen felsigen Aufbau aufweist, besteht der Berg weitgehend aus Grashängen. Ein flacher, etwa 780 Meter hoher Sattel trennt den Berg vom östlich anschließenden hochgelegenen Moor- und Bergland, das einen breiten, nach Osten flach abfallenden Grat bildet. Westlich trennen das tief eingeschnittene Tal des Allt Riobhain von Süden und das Tal des Lubchurran Burn von Norden den Sgiath Chùil vom westlichen Nachbarn Meall Glas. Beide Täler sind über einen etwa 600 Meter hohen Sattel verbunden. 
Bestiegen werden kann der Sgiath Chùil sowohl von Süden wie von Norden. Meistens genutzt wird der Anstieg von Süden aus dem Glen Dochart, der über Crianlarich und die dort von der A82 abzweigende A85 leicht erreicht werden kann. Ausgangspunkt ist der an der A85 gelegene Weiler Auchessan, der Zustieg führt über den breiten Südhang des Berges. Ebenso ist ein Zustieg über den Sattel zwischen dem Sgiath Chùil und dem Meall Glas möglich, was viele Munro-Bagger zur Verbindung beider Gipfel nutzen. Im nördlich liegenden Glen Lochay ist der Weiler Lubchurran Ausgangspunkt. Alle Anstiege weisen keine besonderen Schwierigkeiten auf.